# Ильинское (Краснобаковский район)
Ильи́нское — село в составе Чащихинского сельсовета Краснобаковского района Нижегородской области.
Располагается на правом берегу реки Ветлуги.
В селе имеются памятники архитектуры: руины церкви Рождества Пресвятой Богородицы (1876 г.), в которой в советское время располагалась школа, и деревянная колокольня Ильинской церкви, построенная в 1773 г..
По данным на 1999 год, численность населения составляла 57 чел.